# Mino (Gifu)
Mino (美濃市 -shi) é uma cidade japonesa localizada na província de Gifu.
Em 2003 a cidade tinha uma população estimada em 24 032 habitantes e uma densidade populacional de 205,31 h/km². Tem uma área total de 117,05 km².
Recebeu o estatuto de cidade a 1 de Abril de 1954.